# David Amaral
David Amaral Rodríguez (12 de octubre de 1958, Arico, Canarias, España) conocido como David Amaral, es un exfutbolista y entrenador.  

## Trayectoria

### Como jugador
Fue jugador del Club Deportivo Tenerife desde 1980 hasta 1990. En la temporada 85/86 estuvo en el Club Deportivo Binéfar, pero a la siguiente temporada volvió al club tinerfeño. Amaral jugaba de interior izquierdo y se caracterizaba por su regate y su pierna zurda. Fue protagonista la temporada del ascenso en el año 1989 en Segunda División A, ayudando, desde su capitanía, a conseguir que el equipo chicharrero ascendiera a la máxima categoría del fútbol español.

### Como entrenador
Sus primeros logros como entrenador los consiguió en el Universidad de Las Palmas, donde consiguió el ascenso de Segunda División B a Segunda A. Sin embargo, el Universidad descendió un año después.
Su próximo destino sería el equipo que le vio crecer y triunfar como futbolista: El Club Deportivo Tenerife. Aquí llegó con la temporada 2002-03 ya comenzada y con menos de la mitad de partidos por jugar de la mano del nuevo presidente del Tenerife, Víctor Pérez de Ascanio. Consiguió cinco victorias seguidas en liga, tres de ellas por goleadas por 5-0 y 4-0 en dos ocasiones. Sin embargo, el Tenerife no consiguió suficientes puntos para ascender. En la siguiente temporada, solo logró cosechar 3 victorias en la primera vuelta y Amaral dimitió de su puesto después del partido contra el Sporting de Gijón en el Estadio Heliodoro Rodríguez López en el que su equipo perdió por 0-1.
En la campaña siguiente, Amaral fue el técnico de la recién descendida a Segunda B Unión Deportiva Las Palmas, de la que fue destituido a finales de año por su mala racha de resultados en la liga.
Para la campaña 2005-06, Amaral comenzó sin equipo, pero en enero de 2006 fue nombrado nuevamente entrenador del Tenerife. No obstante, 3 meses después fue cesado por el nuevo consejo de administración del Tenerife presidido por Miguel Concepción.
En la temporada 2006-07, David Amaral estuvo entrenando al Cartagena de Segunda División B, hasta que decidió dimitir por motivos personales el 12 de enero de 2007.
Para la temporada 2007/08, se convirtió en el entrenador de la SD Ponferradina. El equipo berciano hizo una buena temporada en Segunda División B, clasificándose para las eliminatorias de ascenso, pero perdió el último partido, con lo cual no pudo ascender a Segunda División A. Amaral dejó el club nada más finalizar la temporada.
El 2 de julio de 2008, fue anunciado como nuevo entrenador de la Unión Deportiva Salamanca, tras la marcha de Juan Ignacio Martínez. Acabada la temporada 2008-09 en 9.ª posición, y pese a que el equipo estuvo varias jornadas en puestos de ascenso, Amaral no llegó a un acuerdo con el club salmantino y se marchó.
El 24 de junio de 2009, fue presentado como nuevo entrenador del Club Deportivo Castellón, con el que se comprometió por una temporada. Sin embargo, el 13 de octubre de 2009 fue destituido después de conseguir un solo punto en 7 partidos.
El 5 de abril de 2011, fue presentado como nuevo entrenador del Club Deportivo Tenerife, aunque su tercera etapa en la entidad solo duró dos meses tras no salvar al equipo insular del descenso a 2.ª B.
El 25 de septiembre de 2013, regresó a los banquillos de la mano de la Sociedad Deportiva Huesca. Fue despedido el 18 de marzo de 2014, tras encadenar malos resultados en la segunda vuelta.
El 6 de mayo de 2019, se incorporó a la Unión Deportiva Granadilla Tenerife Sur en la Primera División Femenina de España. El 23 de diciembre de 2019, fue despedido ante una mala relación tanto con la directiva como las jugadoras, además de los malos resultados cosechados (3 victorias, 4 empates, 6 derrotas), dejando al equipo sureño a cinco puntos del descenso.

## Clubes

### Como jugador
| Club        | País   | Año       |
| ----------- | ------ | --------- |
| CD Tenerife | España | 1980-1985 |
| CD Binéfar  | España | 1985-1986 |
| CD Tenerife | España | 1986-1990 |

### Como entrenador
| Club                      | País   | Año       |
| ------------------------- | ------ | --------- |
| UD Realejos               | España | 1996-1998 |
| P. Playas de Jandía       | España | 1998-1999 |
| Universidad de Las Palmas | España | 1999-2001 |
| UD Lanzarote              | España | 2001-2002 |
| CD Tenerife               | España | 2003-2004 |
| UD Las Palmas             | España | 2004      |
| CD Tenerife               | España | 2006      |
| FC Cartagena              | España | 2006-2007 |
| Ponferradina              | España | 2007-2008 |
| UD Salamanca              | España | 2008-2009 |
| CD Castellón              | España | 2009      |
| CD Tenerife               | España | 2011      |
| SD Huesca                 | España | 2013-2014 |
| UD Granadilla             | España | 2019      |